# Bánh su kem
Bánh su kem (tiếng Pháp: chou à la crème) là món bánh ngọt ở dạng kem sữa được làm từ các nguyên liệu như bột mì, trứng, sữa, bơ... đánh đều tạo thành một hỗn hợp và sau đó bằng thao tác ép và phun qua một cái túi để định hình thành những bánh nhỏ và cuối cùng được nướng chín. Bánh có xuất xứ từ nước Pháp. Một loại bánh tương tự như bánh su kem là profiterole (bánh phồng nhân kem), thường được phủ thêm lớp sô-cô-la.

## Tư liệu tham khảo
- Ayto, John. An A–Z of Food and Drink. Oxford University Press: Oxford, 2002
- Larousse Gastronomique
- Oxford Companion to Food
- Toussaint-Samat, Maguelonne. History of Food. Barnes & Noble: New York, 1992